# Cerkev sv. Petra, Poljče
Cerkev sv. Petra na Gori nad Begunjami, v Poljčah, podružnična cerkev, kulturni spomenik lokalnega pomena.
Cerkev je postavljena 839 m visoko na razgledno gorsko sleme, ki se vzpenja proti Begunjščici. Grajena je v slogu pozne gotike in je znana predvsem po freskah slikarja Jerneja iz Loke. Nekoč je bila cilj romarskih, danes predvsem izletniških pohodnikov.

## Zgradba
Sedanja stavba je bila pozidana ob koncu 15. in začetku 16. stoletja. Točna letnica njenega nastanka ni znana. Posvečena je bila leta 1523. Zgrajena je v poznogotskem slogu kranjsko-škofjeloških dvoranskih cerkva. Prvotno je bila cerkvena ladja ločena od zvonika. Šele v baroku so ju povezali z manjšo streho, zvonik pa povišali in mu na zahodni strani prizidali zaprto lopo z oknom. Današnji zid, ki obdaja cerkev, je bil v preteklosti veliko večji, saj je bil okrog cerkve tudi protiturški tabor.
Dva poligonalna stebra delita ladijski prostor na dve enako široki ladji, ki ju zgoraj zaključuje zvezdnorebrasti obok. Stebra in polstebri, v katere se rebra stekajo, so okrašeni s preprostimi kapiteli v obliki prstanov z rastlinsko ornamentiko. Temenska stičišča reber so prekrita s figuralnimi sklepniki, drugod pa jih prekrivajo rozete in ščitki. Na enem od sklepnikov je mojstrski znak, podoben onemu v župnijski cerkvi sv. Petra v Radovljici. 
Pravokotno cerkveno ladjo loči od ožjega prezbiterija slavoločna stena, ki jo predira razmeroma majhna slavoločna odprtina z zašiljenim lokom. Prezbiterij je tristrano zaključen. Rebra zvezdnatega stropa so bila tu ob barokizaciji v 18. stoletju odbita. Leta 1767 je bil v prostor postavljen kamnit baročni oltar, v katerem je kip sv. Petra, ki je beljaško delo iz zgodnjega 16. stoletja; druge oltarne plastike pripisujejo P. Janežiču in V. Vrbniku.
- zahodna stran cerkve
- vzhodna stran cerkve, prezbiterij
- ladijski prostor s slavoločno pregrado
- prezbiterij z oltarjem

## Freske
Notranjščino je v letih 1530–1540 poslikal Jernej iz Loke, ki je v obdobju 1510–1536 kot slikar in restavrator deloval na območju od Karavank do roba Furlanske nižine. Prezbiterij je poslikal s prizori iz življenja sv. Petra, ladijsko stran slavoločne stene s poslednjo sodbo, severno in del zahodne ladijske stene z pasijonom, južna stena pa je bila namenjena zgodbam iz Stare zaveze, od katerih pa je ohranjena le zgodba o Adamu in Evi.
Jernejeve freske pri sv. Petru nad Begunjami so najbolj znamenite po pasijonskem ciklu, enem najbogatejših primerov Kristusovega trpljenja na Slovenskem. Na delu zahodne stene in na severni steni ladje je slikar v 26-tih prizorih prikazal Kristusovo zgodbo, od obuditve Lazarja do prizora Jezus sreča žene ob grobu. Zgodba vključuje tudi prizore, ki niso običajni za naš prostor (ko po bičanju Jezusa odvržejo s stebra da pade in ko pred križanjem Jezus sedé opazuje vrtanje lukenj v križ), s čimer umetnik pokaže, da je bil razgledan v širšem prostoru; njegova izvedba pa se ne dvigne iznad poprečja. Obrazi so oblikovani stereotipno z linijo obrvi in nosa, majhnimi usti s srčasto zgornjo ustnico, debelušni, senčenje je shematično, tako da so obrazi podobni maskam. Umetnik je stremel predvsem za vtisom celote, ne za lepoto figur.
- dva prizora iz Petrove zgodbe nad slavoločno odprtino
- pasijon na delu zahodne in delu severne stene ladje
- pasijon na osrednji stenski poli severne stene ladje
- Jezusa polagajo v grob in Jezus v predpeklu
- pasijon na vzhodnem delu severne stene ladje in del poslednje sodbe na slavoločni steni
- nebesa v poslednji sodbi na slavoločni steni
- pekel v poslednji sodbi na slavoločni steni

## Za konec
Malo niže ob cerkvi se nahaja v osnovi poznorenesančna mežnarija z baročnim gospodarskim poslopjem. Nekaj deset metrov od cerkve po pobočju navzdol proti vzhodu stoji nad naravnim breznom Marijina kapelica. Ob breznu so našli antične novce, ki potrjujejo votivni pomen kraja. Ljudska domišljija je brezno po rovu povezala z mogočnim gradom Kamen v dolini Drage.